# Pedronia tremae
Pedronia tremae är en insektsart som beskrevs av Borchsenius 1962. Pedronia tremae ingår i släktet Pedronia och familjen ullsköldlöss. Inga underarter finns listade i Catalogue of Life.